# Den gudarna älska
Den gudarna älska (tyska: Wen die Götter lieben) är en tysk långfilm från 1942, regisserad av Karl Hartl i nuvarande Österrike. Den bygger på en roman av Richard Billinger och E. Strzygowski om Wolfgang Amadeus Mozarts liv.
Hartl regisserade ytterligare en film om Mozart år 1955. Den fick titeln Mozart.

## Rollista (i urval)
- Hans Holt – Wolfgang Amadeus Mozart
- Irene von Meyendorff – Luisa Weber Langer
- Winnie Markus – Konstanze Weber Mozart
- Paul Hörbiger – Von Strack
- Walter Janssen – Leopold Mozart
- Rosa Albach-Retty – Frau Mozart
- Annie Rosar – Frau Weber
- René Deltgen – Ludwig van Beethoven
- Thea Weis – Sophie Weber
- Susi Witt – Josepha Weber
- Curd Jürgens – Emperor Joseph II